# Idjwi
Idjwi é uma ilha no lago Quivu, pertencente à República Democrática do Congo.  Com 70 km de comprimento e área de 340 km², é a segunda maior ilha lacustre da África, e a 10.ª maior do mundo. Idjwi está equidistante da República Democrática do Congo e do Ruanda, com 10 a 15 km a separar a sua costa ocidental do resto da RDC e também do Ruanda. O extremo sul da ilha, no entanto, fica a apenas 1 km de um promontório na costa ruandesa.
Historicamente uma sociedade baseada em clãs, a sociedade da ilha Idjwi tornou-se uma monarquia no final do século XVIII (algures entre 1780 e 1840) sob influência do vizinho Reino do Ruanda.
Idjwi pertence à província Quivu do Sul.
Em 2009 a ilha teria cerca de 203 000 habitantes. A maior parte da população depende da agricultura de subsistência.